# 真珠美人魚 aqua
《真珠美人魚 aqua》，是日本漫畫家花森小桃作品，由講談社發行。以《真珠美人魚》中的露亞和海斗的女兒——（暫譯：七海露琪亞）為主角，展開全新的故事。2021年7月2日，《Nakayoshi》8月號公布將在8月3日發行之9月號連載《真珠美人魚》新篇章，並公布其篇名及主角，花森小桃也於其個人Twitter帳號發表此消息。2022年1月13日，發行單行本第1卷。

## 故事簡介
露琪亞是一位高中生，她在17歲時得知自己有著美人魚公主的真實身分，並且將要嫁給一位美男魚王子，以守護大海的和平。然而，露琪亞愛上了她從海中救起的少年——黑砂流星，因此她必須在命運與真愛之中做出選擇。與此同時，深海中的美男魚羅蘭為了成為新的深海之王，企圖奪取美人魚公主的真珠以掌控海之女神的力量，並拐騙了印度洋的美人魚公主星羅。露琪亞與其他美人魚公主們以真珠的力量變身，用歌聲對抗敵人。在這些過程中，露琪亞不時想起自己失去的記憶片段，黑砂的身世之謎也逐漸揭曉......

## 登場角色
※注意：部分名字及用詞尚無正式中文譯名，其餘有關翻譯暫以前作已有解釋為準。

### 主要角色
七海露琪亞（Nanami Lukia）
露亞與海斗的女兒。北太平洋的新任粉色真珠美人魚公主兼帕噠拉薩族後裔(混血兒)。本名為「七海堂本露琪亞」（即繼承父母雙方姓氏)，但因太長而於日常省略為「七海露琪亞」。
外貌和母親露亞極為相似。繼承母親的粉色真珠後能利用其力量變身，以歌聲擊退敵人。
17歲生日當天得知自己美人魚公主的身份，並且擁有一位未婚夫。
對黑砂流星一見鍾情，在對方落海後拯救他。
黑砂流星／琥珀（Kurosuna Ryusei／Kohaku）
露琪亞的同班同學。在學校被稱為「黑王子」，讀書與運動兼優文武雙全，並擔任圖書館委員。
喜愛衝浪，因此崇拜著身為職業衝浪手的堂本海斗，並會和他一起衝浪。
對美人魚存在非常執著，收藏了許多相關物件。
真實身份為帕噠拉薩族的後代。有著琥珀色的瞳孔，真名亦為「琥珀」。
白濱（Shirahama）
露琪亞的同校同學，在學校被稱為「白王子」，與黑砂形影不離。
從小就認識黑砂，也是其同公寓室友。
真實身份為黑砂的守護使者。
珊瑚（Sango）
露琪亞的同班同學，亦是她的好朋友。
真實身份為美男魚派到露琪亞身邊的守護使者。其真珠為無色，且未成年的身體同時有著兩性特徵(成年後才自行決定性別)，在人類社會以女性身份生活。
天城星羅（Amagi Seira）
露琪亞班上的轉學生。印度洋的現任橙色真珠美人魚公主。
年幼時誤入羅蘭的城堡，並在他以「守護海洋的力量」作為引誘下與他合作，並一度與美人魚公主們對立為敵，直到露琪亞等人以歌聲將其喚醒，最終成為同伴。後與米凱爾的轉生重逢。
南（Nam）
北太平洋美男魚王子，同時是露琪亞的未婚夫(父母安排的婚約者)。在人類世界的公開身分為人氣偶像團體「PTS」的隊長。

### 反派
羅蘭（Laurent）
被驅逐出族群的美男魚，自小崇拜深海之王卡克特，在卡克特消失後意圖奪取七顆真珠，控制阿克安·雷芝娜女神以成為新一代深海之王。
為了證明自己比卡克特強大，誘騙了卡克特愛人沙羅的繼承者星羅，讓她協助自己達成目的。
伊姿爾（Izuru／Yzeure）
羅蘭手下——情人（L'Amant）成員之一，以水龍進行攻擊。在前世與卡克特一同消失後，轉世重生而來，為了向露亞等人復仇而為羅蘭效力。
在人類世界身份名為出流紗目乃（いずるさめの），在露琪亞所就讀的學校擔任音樂老師，也是其班導師。
咪咪（Mimi）
秀秀的搭檔，轉世成為羅蘭的手下，以歌曲進行攻擊。
秀秀（Sheshe）
咪咪的搭檔，被咪咪稱為姊姊大人，轉世成為羅蘭的手下。
賽蓮娜歐查（Siren no Naochar）
賽蓮水妖，羅蘭的手下。會和其他賽蓮水妖成群行動，以歌聲使人感到痛苦。外型與美人魚相似，但耳朵和尾巴皆由鳥類羽毛形成。
喀耳刻（Kirke）
居住於深海的大魔女，羅蘭的手下。喜歡可愛的事物，會使用大魔法將人變成小動物。

### 主角的家人及相關人士
七海露亞（Nanami Lucia）
露琪亞的媽媽，北太平洋的前任粉色真珠美人魚公主，現為海洋女神——阿克安·雷芝娜女神，會在美人魚公主們遭遇困難時給予幫助。
在人類世界的身份為家庭主婦。由於對婚後稱呼「堂本太太」太過難為情，加上守護七大海洋的使命感，所以日常皆使用原姓氏。
堂本海斗（Domoto Kaito）
露琪亞的爸爸，真實身份為帕噠拉薩族的海王子兼後裔，擁有帕噠拉薩族的能量，亦是前任深海之王帕噠拉薩族的首領卡克特的雙胞胎弟弟。 當人魚公主遭遇危險時心中就會產生「守護」的意念，額頭便會浮現彭達拉薩族的標誌並發出強烈的光芒保護人魚公主。
在人類世界的身份為職業衝浪手，受到黑砂的崇拜，並會和他一起衝浪。
寶生波音（Hosho Hanon）
露亞的朋友，南大西洋的水色真珠美人魚公主。

洞院莉娜（Toin Rina）
露亞的朋友，北大西洋的碧色真珠美人魚公主。

小波（Hippo）
外型為企鵝，美人魚公主的監視者，時常待在露琪亞身邊。
香蓮（Caren）
南極海的紫色真珠美人魚公主。
諾葳爾（Noel）
香蓮的雙胞胎姊姊。北極海的藍色真珠美人魚公主。
可可（Coco）
南太平洋的黃色真珠美人魚公主。
沙羅（Sara）
印度洋的前任橘色真珠美人魚公主，卡克特的愛人。在本作中以靈魂形態出現。
卡克特（Gackto）
前任深海之王(帕噠拉薩族首領)，海斗的雙胞胎哥哥，露琪亞的伯父。

### 其他角色
阿蓮莫蓮·克朗（Anemone Clown）
羅蘭在14歲時愛上的人類少女。
體弱多病但十分聰明。熱愛生物且夢想將來成為研究學者，以打造美男魚與人類共同生活的世界。
在戀情遭遇家人反對下，和羅蘭立下兩人一起逃走的約定，卻沒有如期赴約而導致羅蘭的墮落。
米格爾（Migeru）
前作中「米凱爾」的轉世。
不具有前世的記憶，但在車站與星羅巧遇時，對她產生了熟悉的感覺。

## 作中用語
美男魚（merman）
本作新增設定。生活在深海中的人魚族，為男性。與女性的美人魚一樣，每個海域國度都有人魚王子。除了王族之外，所有族人成年前，皆是無性別或具有雙性特徵，珍珠也是無色。所有族人成年後，就可以決定自己性別。

## 出版書籍
單行本
| 冊數 | 講談社         | 講談社                 |
| 冊數 | 發售日期       | ISBN                   |
| ---- | -------------- | ---------------------- |
| 1    | 2022年1月13日  | ISBN 978-4-06-526629-8 |
| 2    | 2022年9月13日  | ISBN 978-4-06-528943-3 |
| 3    | 2023年6月13日  | ISBN 978-4-06-531833-1 |
| 4    | 2024年2月13日  | ISBN 978-4-06-534638-9 |
| 5    | 2024年10月11日 | ISBN 978-4-06-537199-2 |

## 外部連結
- （日語）真珠美人魚aqua－Nakayoshi官網 （页面存档备份，存于）